# Paolo Veneziano
Paolo Veneziano, zvaný též Maestro Paolo či Paolo da Venezia (před 1300? Benátky – 1362? Benátky), byl jedním z hlavních představitelů byzantské malířské tradice v Benátkách. Po roce 1340 v Paolově tvorbě přibývalo gotických prvků, čímž vytvořil svůj osobitý malířský projev založený na barvě, světle a eleganci postav, který dále rozvíjeli jeho četní pokračovatelé

## Životopisná data
Paolo byl synem Martina a měl bratra Marca (Marco di Martino da Venezia). Otec i bratr byli rovněž malíři, ale jejich práce neznáme. Historici umění kladou uměleckou činnost Paola Veneziana mezi roky 1333 a 1358. Tato datace byla odvozena na podkladě jeho čtyř datovaných deskových obrazů. Dochované dokumenty dokládají, že Paolova dílna dostávala především církevní objednávky a to nejen z Benátek a okolí, ale i z Istrie a z měst na dalmatském pobřeží. Z období před 1333 bylo Paolovi připsáno několik prací, z nichž vynikají fresky v kostele San Fermo ve Veroně. Pozdější věhlas dílny zajišťovali i Paolovi synové Giovanni, Lucca a Marco, kteří některé práce signovali spolu s otcem.

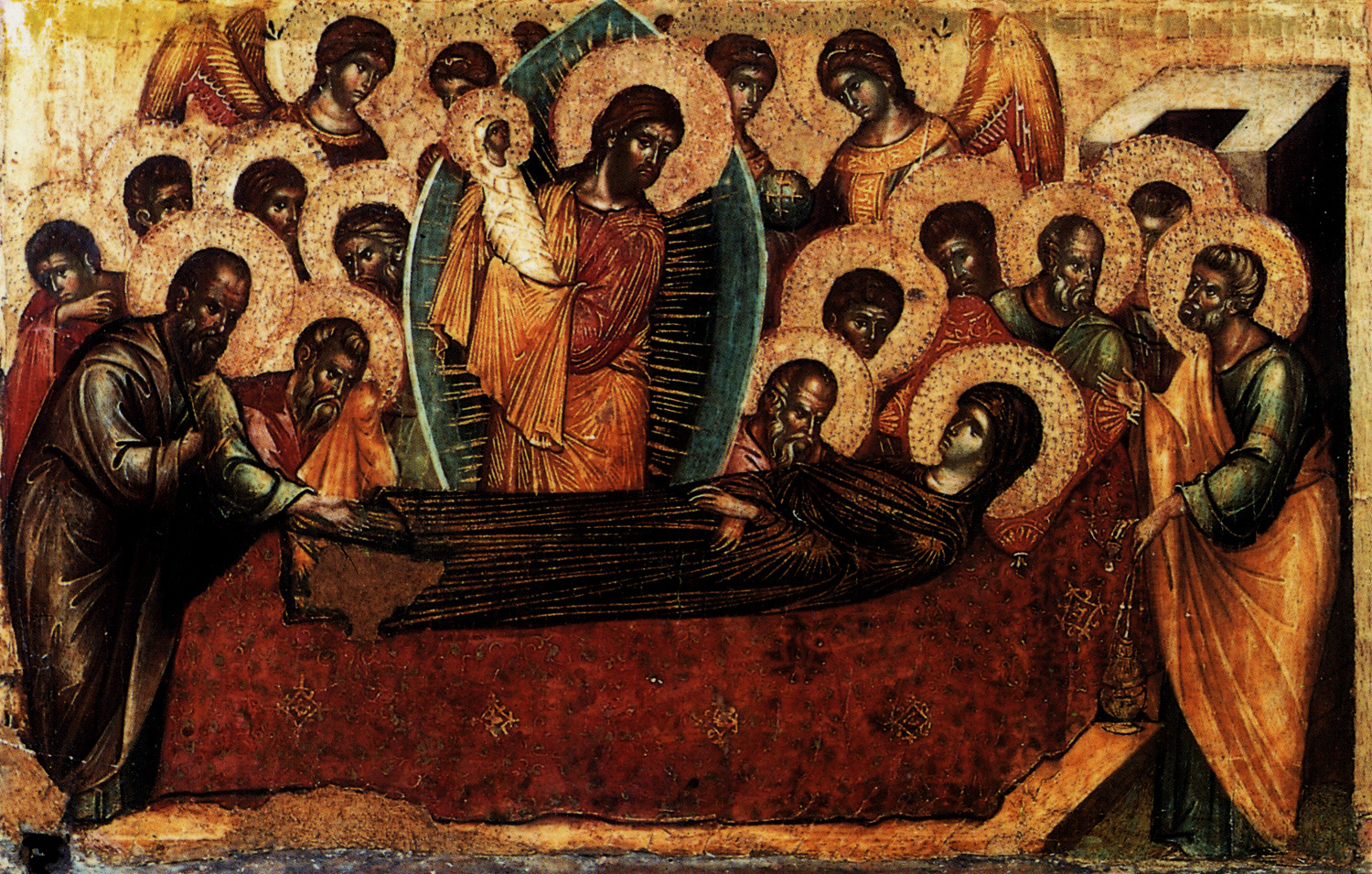
Spící Panna Marie (dolní polovina centrální desky polyptychu s Nanebevzetím Panny Marie a postranními deskami se sv. Františkem z Assisi a sv. Antonín z Padovy. Dílo signoval Paolo Veneziano a datoval ho rokem 1333 (Museo Civico, Vicenza, Itálie)

Prvním signovaným a datovaným dílem Paola Veneziana je polyptych (1333) s centrální deskou Nanebevzetí Panny Marie a s bočními deskami zobrazujícími sv. Františka z Assisi a sv. Antonína Paduánského. Centrální deska zobrazuje „spící“ Pannu Marii před přenesením jejího těla do nebe. Polyptych byl původně určen pro františkánskou baziliku San Lorenzo ve Vicenze (dnes Museo Civico, Vicenza). Existuje také pozdější dokument dokládající Paolovu přítomnost v Benátkách. Je to listina z 25. února 1339 týkající se prodeje pozemku, který dostala věnem Paolova manželka Caterina Baldoino. Je to doklad toho, že Paolo začal svou činnost ve farnosti San Lucy v Benátkách.

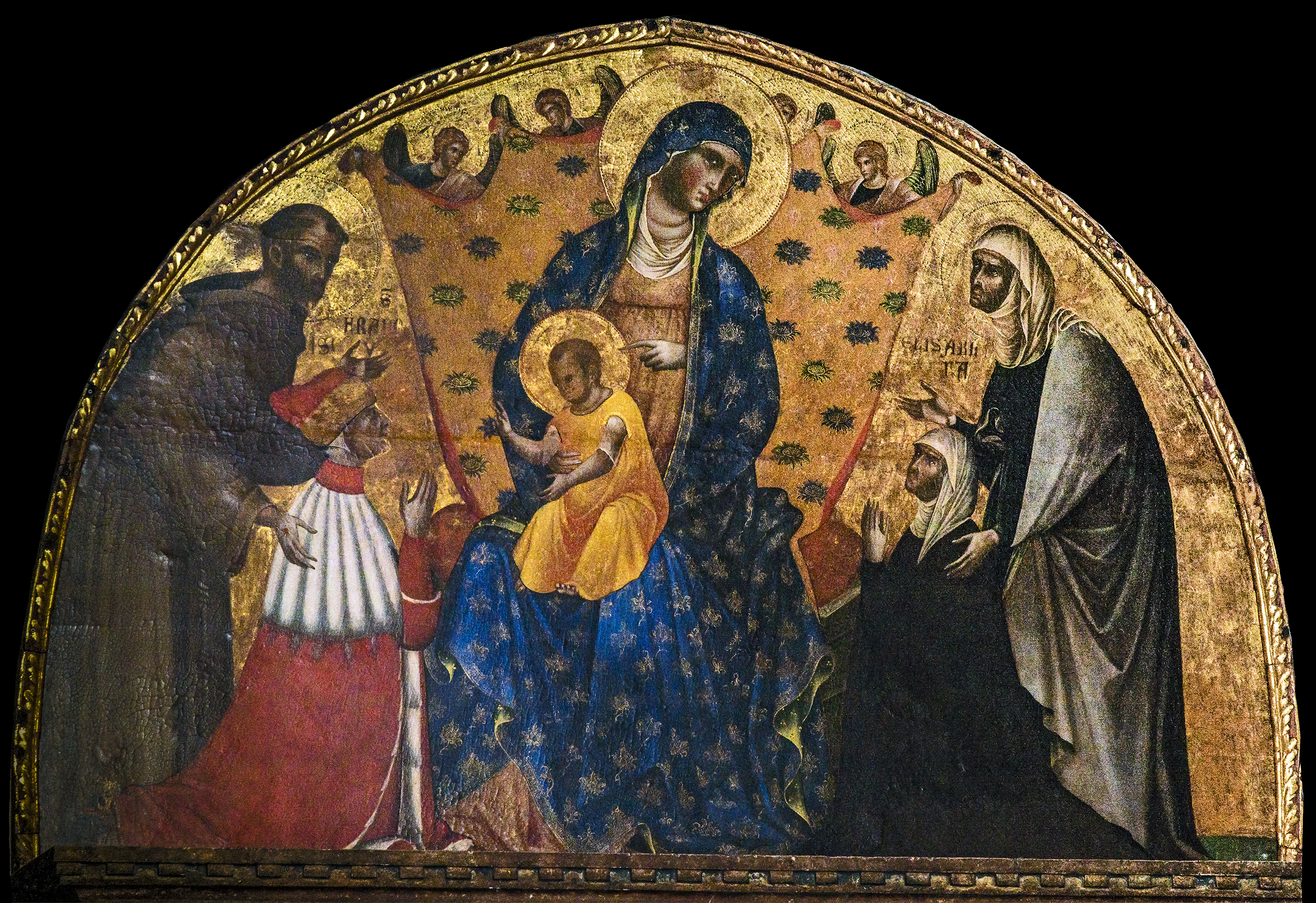
Francesco Dandolo a jeho žena klečí před P. Marií s dítětem (Paolo Veneziano, 1339, bazilika Santa Maria Gloriosa dei Frari, Benátky)

Za první oficiální objednávku od „Nejjasnější republiky benátské“ lze považovat realizaci závěti dóžete Francesca Dandola ze 26. října 1339. Ve velké obrazové lunetě Paolo namaloval Francesca Dandola a jeho manželku Elisabett Contarini, jak klečí před Pannou Marií s Ježíškem společně se sv. Františkem a sv. Alžbětou Uherskou. Koncem roku 1339 byla luneta umístěna nad hrobem dóžete v benátském kostele Santa Maria Gloriosa dei Frari.

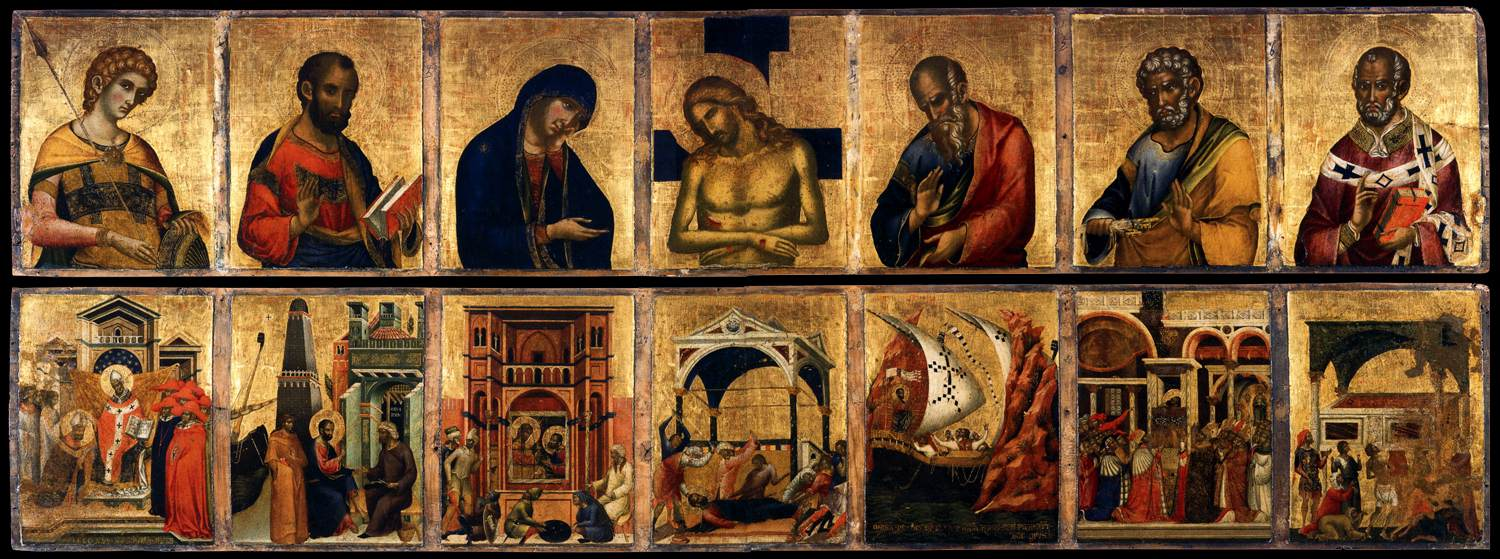
Pala Feriale (dřevěný kryt na Pala d´Oro namaloval Paolo se svými syny v roce 1345)

Po zvolení Andrey Dandola novým benátským dóžetem (1343–1354) dostala Paolova dílna další prestižní objednávku od Benátské republiky na desku Pala Feriale, která měla ve všední dny zakrývat zlatý oltář Pala d´Oro v bazilice San Marco. K desce patří i malovaný stůl (1345), který signoval nejen Paolo, ale i jeho dva synové, Lucca a Giovanni. Z uvedeného data (1345) lze usuzovat nejen na Paolovo přibližné datum narození (1290–1300), ale i na možný začátek jeho malířské tvorby, který by tak spadal do konce druhého nebo začátku třetího desetiletí 14. století. Dále je doloženo, že v lednu 1346 (nebo 1347) Paolo obdržel platbu za zakázku určenou do kaple sv. Mikuláše v Dóžecím paláci. Oltář namalovaný asi roku 1345 však shořel v září 1483. Z oltáře s výjevy ze života sv. Mikuláše z Bari se však dochovaly dvě desky (Narození sv. Mikuláše a Sv. Mikuláš obdarovává tři dívky (dnes Gallerie degli Uffizi, Florencie, Itálie), které odrážejí vliv Giottem ovlivněných malířů z nedalekého Rimini na další vývoj Paolovy tvorby.
Z doby mezi 1347 a 1357 však neznáme žádné dílo, které by Paolo Veneziano signoval. Předpokládá se, že vzhledem k morové epidemii, ale i pro pokles zájmu objednavatelů o jeho práce, Paolo odjel do Dalmácie a nějakou dobu žil v Dubrovníku. Poslední doloženou prací Paola Veneziana, kterou signoval i jeho syn Giovanni, je Korunovace Panny Marie (1358, dnes Frick Collection, N.Y., USA). Původně byl obraz součástí polyptychu, který byl umístěn na hlavním oltáři kostela v San Severino Marche.

## Umělecká tvorba
Akceptujeme-li datum narození Paola Veneziana před rokem 1300 a z roku 1333 pocházel jeho první datovaný a signovaný polyptych s centrální deskou Nanebevzetí Panny Marie, pak lze předpokládat, že z třetího desetiletí 14. století by mohla pocházet řada oltářních obrazů, které lze považovat za práce Paola Veneziana. Za jednu z prvních Paolových prací historici umění považují Kryt na sarkofág požehnaného Leona Bemba (asi 1321). Deska je rozdělena do pěti polí, přičemž v centrálním poli je blahoslavený Bembo. Zbývající čtyři menší desková pole znázorňují zázraky, které světec provedl. Deska byla původně vystavena v kapli San Sebastiano v benátském kostele San Lorenzo. V roce 1810 však byla přenesena do Vodnjanu (Chorvatsko). Do tohoto období historici zařadili také obraz Madona s dítětem a dvěma adorujícími postavami (asi 1325, Benátky) a přenosný oltář s centrální deskou mající v horní polovině Ukřižování Krista a v dolní části je Madona s dítětem (asi 1324, Parma, Itálie) .

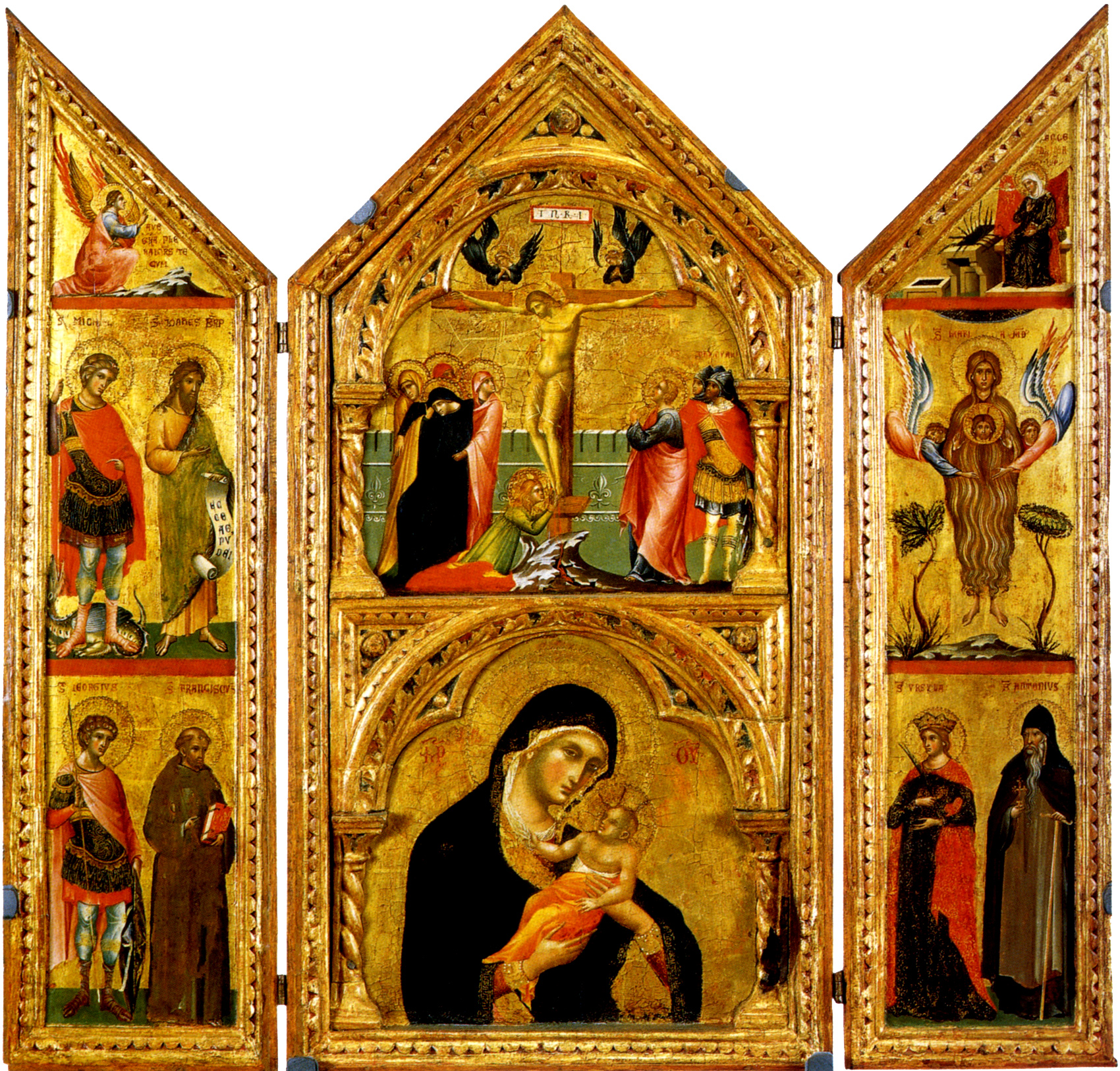
Přenosný oltář s Ukřižováním a s P. Marií s dítětem na středové desce, (asi 1324, Galleria Nazionale di Parma, Parma, Itálie)

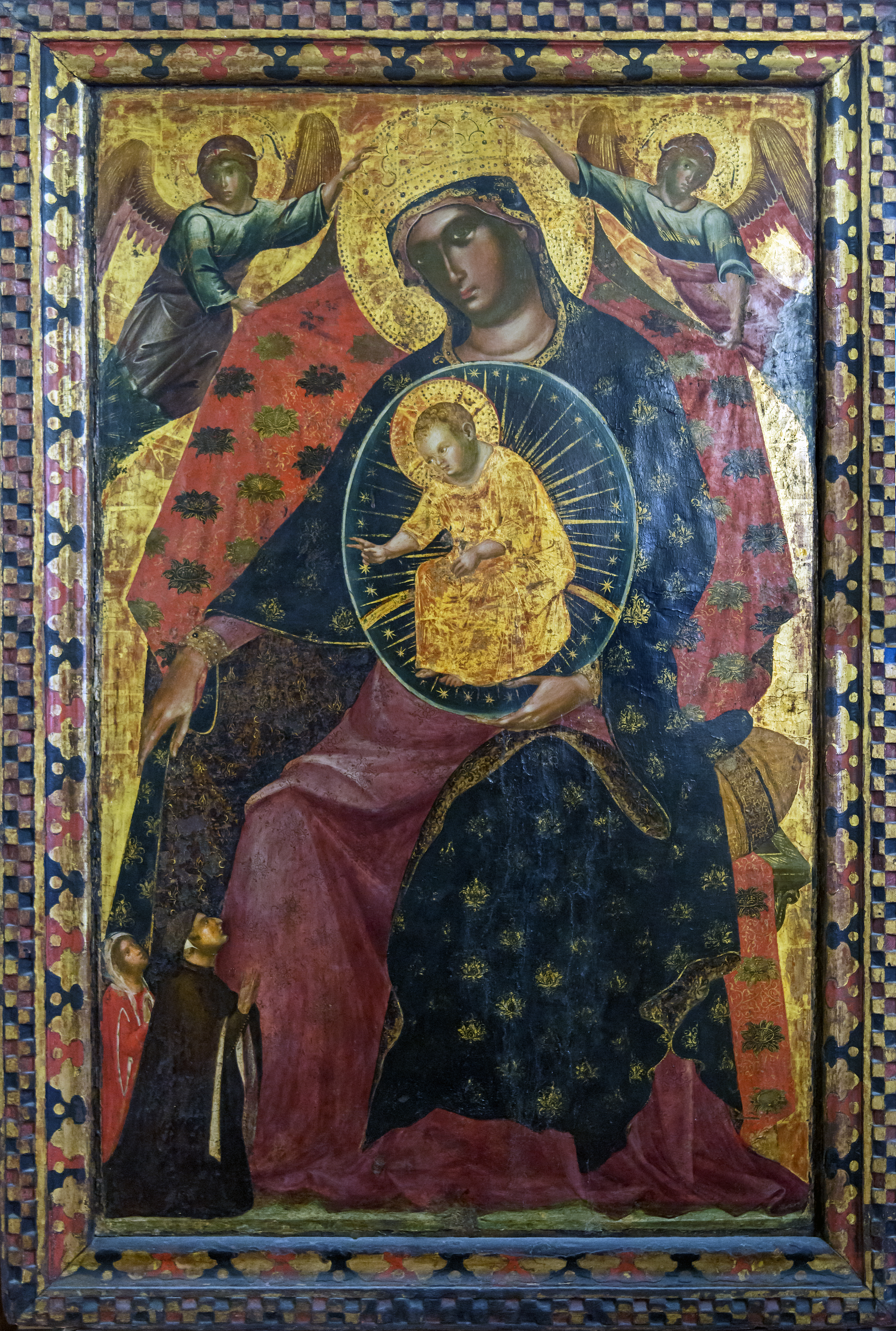
Madona s dítětem a dvěma adorujícími postavami (1325, Gallerie dell' Accademia, Benátky)

Srovnání Ukřižování Krista na oltáři z Parmy (asi 1324) s dalším Ukřižováním, které je připisováno Paolovi (asi 1340) dokládá, jak velký posun v zobrazení objemu postav tří Marií (vlevo) a vojáků se sv. Janem (vpravo) v Paolově tvorbě nastal během patnácti let. Dokládá to vliv Giotta na vývoj malby Mistra Paola a jeho dílny. Srovnání jednotlivých postav na pozdějším Ukřižování svědčí pro jejich kopírování. Toto kopírování je ještě zřejmější na obrazech Madon. Vznikla tak sekvence obrazů, které jsou srovnatelné s deskovými obrazy krásných madon vytvořených přibližně ve stejné době na území Českých zemí a Rakouska.

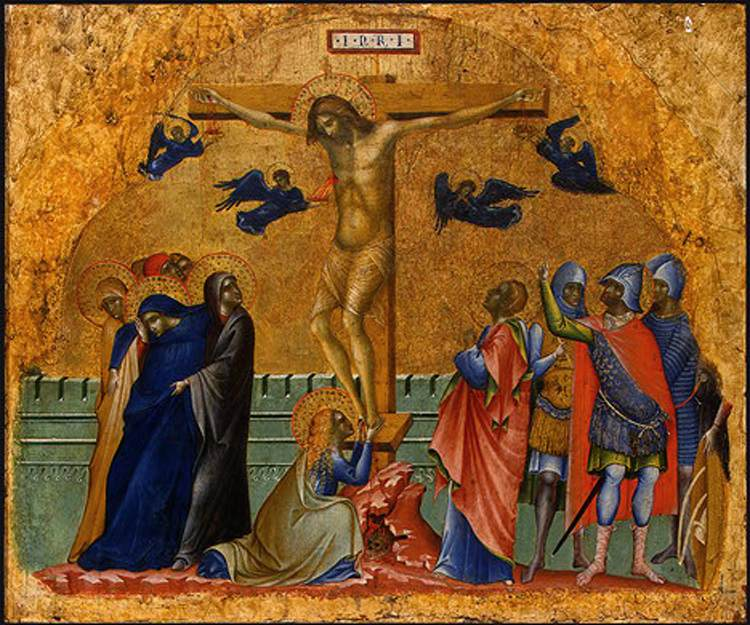
Ukřižování (kolem 1340, National Gallery of Art, Washington, D.C., USA)

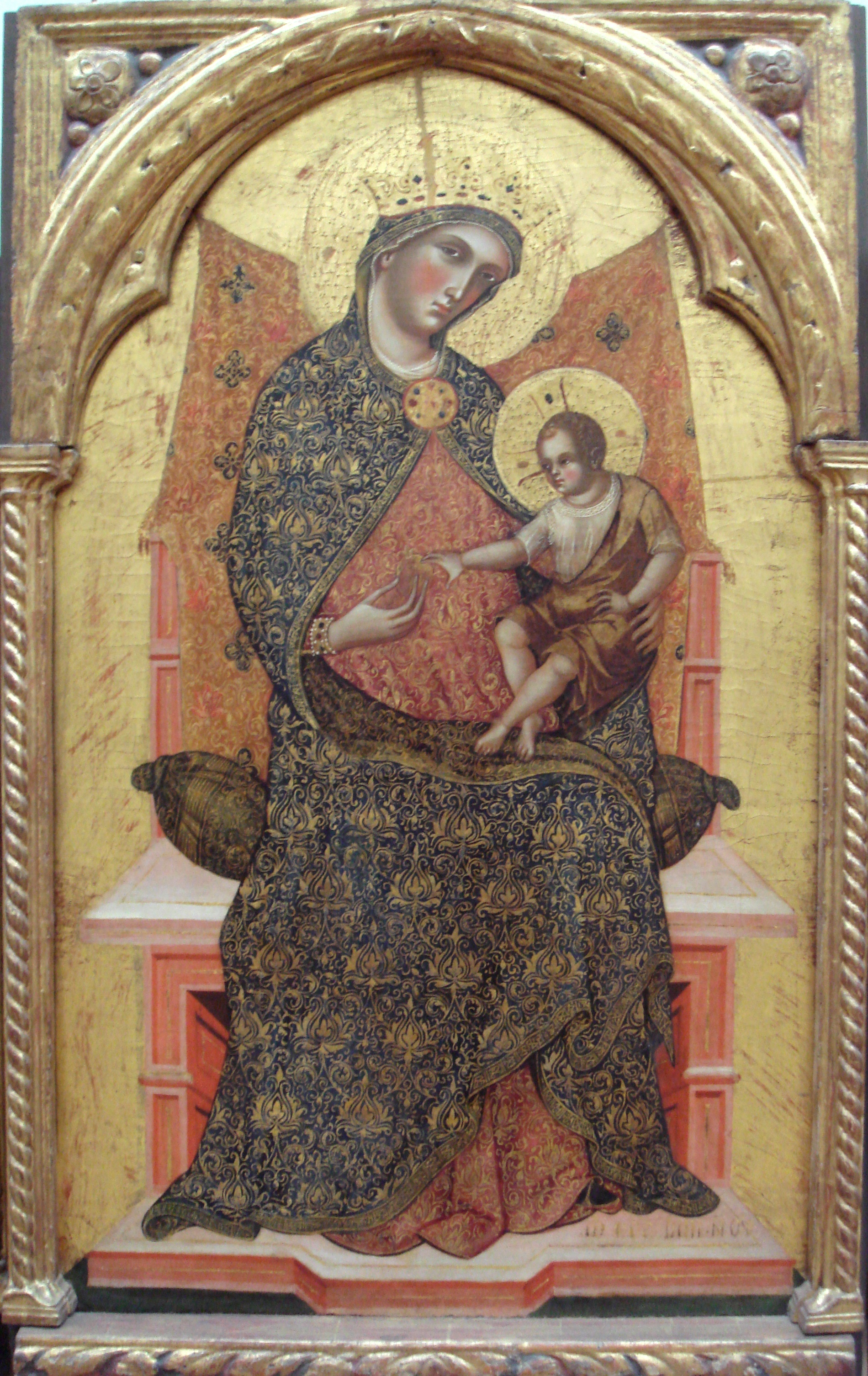
Centrální deska Trůnící Madona s dítětem (1354, Musée du Louvre, Paříž)

K těm nejkrásnějším patří centrální deska oltáře nazvaného Trůnící Madona s dítětem (1354) s menšími deskami zobrazujícími sv. Františka a sv. Jana Křtitele (vlevo) a sv. Jana Evangelistu a sv. Antonína Paduánského (vpravo). Oltář se nyní nachází v pařížském Louvru. Deska zobrazuje na plochém zlatém a červenou zástěnou doplněném pozadí Pannu Marii v bohatě zdobeném oblečení, které dokladá mistrův rukopis. Do ještě zdobnějších látek jsou oblečeni Panna Marie a Kristus na centrální desce polyptychu původně určeném pro kostel S. Chiara v Benátkách s vyobrazením Korunovace Panny Marie. K centrální desce patří ještě osm malých desek s příběhy ze života Krista (dnes Gallerie dell'Accademia, Benátky). Podobné téma je znázorněno i na desce nacházející se dnes ve Frick Collection (New York). Je to poslední doložené dílo, které Paolo namaloval spolu se synem Giovannim v roce 1358. Tímto deskovým obrazem z uvedeného polyptychu Paolo definitivně uvedl gotickou tradici do benátského malířství.

## Umělecko-historický význam díla Paola Veneziana
Paolo Veneziano založil v rodící se benátské malířské škole styl se zřetelnými byzantskými rysy, ale s postupně sílícím gotickým smyslem pro realitu, objem i barvu. Na jím vytvořený styl benátské malby navázal pravděpodobný Paolův žák, Lorenzo Veneziano, v jehož obrazech je již zřetelně patrný vliv západoevropské gotiky.